# ISO 8402
Es un complemento de la serie de normas ISO 9000. En ella se definen términos relacionados con la calidad. Clarifica y normaliza los términos relativos a la calidad que sean aplicables al campo de la gestión de la calidad. La necesidad de utilizar una terminología normalizada para evitar malentendidos o confusiones, obligó al desarrollo de una norma auxiliar que precisara términos y conceptos. 
La norma ISO 8402 define los términos básicos y fundamentales relacionados con los conceptos de la calidad, aplicables a todos los campos. 

La norma ISO 8402 fue dada a conocer en 1986. En ella se define calidad como "el conjunto de características de una entidad le confieren la aptitud para satisfacer las necesidades establecidas e implícitas". También podría decirse que es la "conformidad con los requisitos" y el "grado de excelencia", entendiéndose calidad como la satisfacción del cliente.
El concepto de calidad abarca no sólo cómo se atienden las exigencias de sus clientes sino también la forma en que se hace, como por ejemplo, la rapidez con que la que se los atiende.
El simplificar este término no puede ser algo malo ya que no pueden entender lo que en realidad se refiere, anticiparse a ellas dará como resultado una visible ventaja frente a la competencia.
La norma ISO 8402 fue sustituida en el año 2000 por la norma ISO 9000.

## Política de Calidad
La política de calidad debe ser: 
- Adecuada a la empresa.

- Coherente con las necesidades y expectativas de sus clientes.

- Que sea entendible y comunicable sin dificultad.

## Terminología
- Calidad: “Conjunto de propiedades y características de un producto o servicio que le confieren su aptitud para satisfacer unas necesidades explícitas”
- Control de calidad: “Conjunto de técnicas y actividades de carácter operativo, utilizadas para verificar los requerimientos relativos a la calidad del producto o servicio”
- Garantía de calidad: “Conjunto de acciones planificadas y sistemáticas necesarias para proporcionar la confianza adecuada de que un producto o servicio cumplirá los requerimientos dados sobre calidad”
- Gestión de calidad: “Aspecto de la función de gestión que determina y aplica la política de la calidad, los objetivos y las responsabilidades y que lo realiza con medios tales como la planificación de la calidad, el control de la calidad, la garantía de calidad y la mejora de la calidad”. La gestión de la calidad es responsabilidad de todos los niveles ejecutivos, pero debe estar guiada por la alta dirección. Su realización involucra a todos los miembros de la organización. En ella se tienen en cuenta también criterios de rentabilidad.
- Sistema de gestión de la calidad: “Conjunto de la estructura de la organización, de responsabilidades, procedimientos, procesos y recursos que se establecen para llevar a término la gestión de calidad”.
- Aseguramiento de la calidad: "Es un conjunto de actividades preestablecidas y sistematizadas, aplicadas al sistema de calidad, que ha sido demostrado que son necesarias para dar confianza adecuada de que un producto o servicio satisfará los requisitos para la calidad".
- Acción Correctiva: tomada para eliminar las causas de una no conformidad, defecto o cualquier situación indeseable existente, para evitar su repetición.
- Acción Preventiva: tomada para eliminar las causas de una no conformidad, defecto o cualquier situación indeseable potencial, con el fin de evitar que se produzca.
- Auditor de la Calidad: Persona calificada para efectuar auditorías de la calidad.
- Auditoría de la Calidad: Examen sistemático e independiente con el fin de determinar si las actividades y los resultados relativos a la Calidad satisfacen las disposiciones preestablecidas, y si éstas disposiciones son aplicadas en forma efectiva y son apropiadas para alcanzar los objetivos.
- Calidad: Totalidad de las características de un producto o servicio que le confieren aptitud para satisfacer necesidades establecidas e implícitas.
- Cliente: Destinatario de un producto provisto por el proveedor.
- Conformidad: Cumplimiento de requisitos especificados.
- Control de la Calidad: Técnicas y actividades de carácter operativo, utilizadas para satisfacer los requisitos de Calidad de un producto o servicio.
- Comprador: Cliente en una situación contractual.
- Contratista: Proveedor en una situación contractual.
- Costo de la No Calidad Costos asociados con la provisión de productos o servicios de baja calidad.
- Defecto No cumplimiento de un requisito o de una expectativa razonable, ligada a un uso previsto, incluyendo los relativos a la seguridad.
- Especificación Documento que establece los requisitos que un producto o servicio debe cumplir.
- Evidencia Objetiva Información cuya veracidad puede demostrarse, basada en hechos y obtenida por observación, medición, ensayo u otros medios.
- Gestión de la Calidad: Actividades de la función empresaria que determinan la política de la calidad, los objetivos y las responsabilidades, y que se implementan a través de la planificación de la calidad, el control de la calidad, el aseguramiento de la calidad y el mejoramiento de la calidad, en el marco del sistema de la calidad.
- Gestión de la Calidad Total: Forma de gestión de un organismo centrada en la calidad, basada en la participación de todos sus miembros, y que apunta al éxito a largo plazo a través de la satisfacción del cliente y a proporcionar beneficios para todos los miembros del organismo y para la sociedad.
- Inspección: Actividades como medir, examinar, ensayar o comparar una o más características de un producto o servicio, y comparar los resultados con los requisitos especificados, con el fin de determinar la conformidad con respecto a cada una de esas características.
- ISO: International Organization for Standardization.
- Manual de la Calidad: Documento que enuncia la política de la calidad y que describe el sistema de la calidad de un organismo.
- Mejoramiento de la Calidad: Acciones emprendidas en todo el organismo con el fin de incrementar la efectividad y la eficiencia de las actividades y de los procesos para brindar beneficios adicionales al organismo y a sus clientes.
- No Conformidad: No satisfacción de un requisito especificado.
- Organismo: Compañía, sociedad, firma, empresa o institución, o parte de éstas, pública o privada, que posee su propia estructura funcional y administrativa.
- Organización Responsabilidades, autoridades y relaciones, ordenadas según una estructura jerárquica, a través de la cual un organismo cumple sus funciones.
- Plan de la Calidad Documento que enuncia las prácticas, los medios y la secuencia de las actividades ligadas a la calidad, ya sean específicas de un producto, proyecto o contrato particular.
- Planificación de la Calidad Actividades que establecen los objetivos y los requisitos para la calidad, así como los requisitos para la aplicación de los elementos del sistema de la calidad.
- Política de la Calidad Orientaciones y objetivos generales de un organismo concernientes a la calidad, expresados formalmente por el nivel más alto de dirección.
- Prestación del Servicio Aquellas actividades del proveedor que son necesarias para proveer el servicio.
- Procedimiento Manera especificada de realizar una actividad.
- Proceso Conjunto de recursos y actividades relacionadas entre sí que transforman elementos entrantes (input) en elementos salientes (output).
- Producto Resultado de actividades o de procesos.
- Proveedor Organismo que provee un producto a un cliente.
- Registro Documento que provee evidencias objetivas de las actividades efectuadas o de los resultados obtenidos.
- Retrabajo Acción tomada sobre un producto no conforme de modo que satisfaga los requisitos especificados.
- Servicio Resultado generado por actividades en la interfaz entre el proveedor y el cliente, y por actividades internas del proveedor, con el fin de responder a las necesidades del cliente.
- Sistema de la Calidad Organización, procedimientos, procesos y recursos necesarios para implementar la gestión de la calidad.
- Subcontratista Organismo que provee un producto al proveedor.
- Trazabilidad Aptitud de reconstruir la historia, la utilización o la localización de un producto por medio de identificaciones registradas.
- Validación Confirmación por examen y aporte de evidencias objetivas de que los requisitos particulares para un uso específico previsto han sido satisfechos.
- Verificación: Confirmación por examen y aporte de evidencias objetivas que los requisitos especificados han sido satisfechos.